# Papyrus Berlin 18196
P. 18196 (Nr. 838 nach Rahlfs) ist das Fragment einer Pergamenthandschrift aus dem 4. Jahrhundert in griechischer Sprache. Es enthält Teile aus dem Hohenlied 5,13–6,4 und ist das älteste erhaltene Zeugnis dieser Textstelle in einer Septuagintafassung.
Das Fragment befindet sich in der Papyrussammlung des Ägyptischen Museums in Berlin, Inv. P. 18196.